# Dottrine cristologiche dei primi secoli
Le dottrine cristologiche dei primi secoli sono insegnamenti teologici riguardanti la definizione della natura di Gesù Cristo, la sua divinità, i suoi rapporti con la tradizione giudaica e con il monoteismo precristiano, tutti punti di un complesso di dottrine che costituiranno la cristologia. Una volta raggiunto un certo grado di consolidamento dottrinale e di istituzionalizzazione ecclesiastica, le dottrine marginali vennero giudicate eterodosse e considerate eresie dalla maggior parte delle Chiese cristiane e negli scritti dei Padri della Chiesa.
Nei primi secoli dell'era cristiana diversi movimenti che sostenevano dottrine differenti da quelle della maggioranza istituzionalizzata, diedero luogo a organizzazioni ecclesiastiche che sono state definite come "chiese scismatiche". La loro esistenza acquistò rilevanza politica quando Costantino I cercò di ricostituire l'unità culturale e politica dell'impero romano attorno alla "nuova" religione cristiana. Allo scopo di sedare le discordie radicate nella comunità cristiana egli convocò il Concilio di Nicea del 325, che rappresentò un momento importante di confronto, essendo stato il primo concilio della cristianità. 
L'esempio più significativo di dottrina cristologica che acquistò rilevanza politica è l'arianesimo, adottato dai regni romano-barbarici come quello Longobardo dopo che esso era stato condannato nell'Impero Romano.

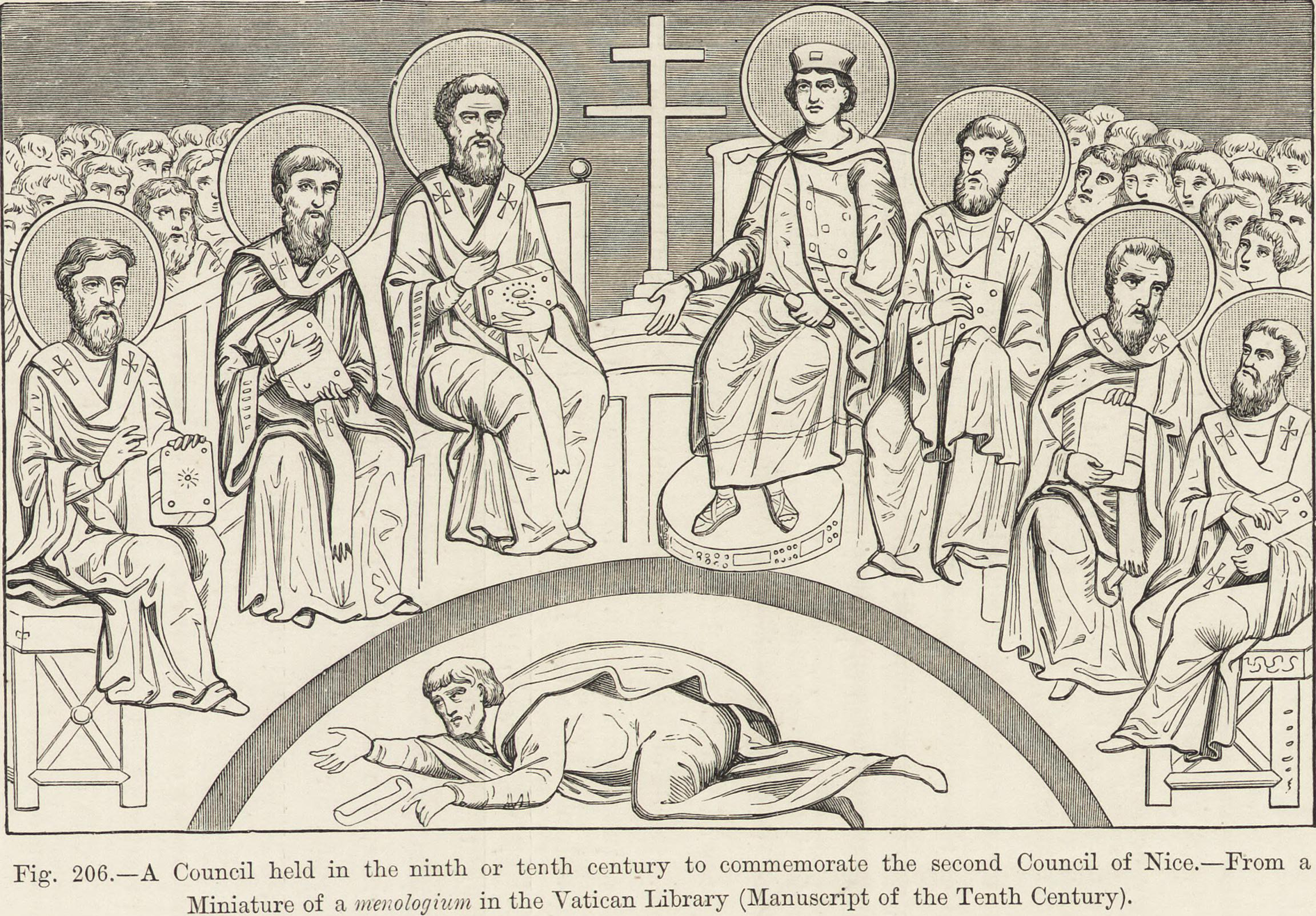
Dispute dottrinali durante uno dei primi concili dell'era cristiana (da un'incisione del 1870)

## Dottrine cristologiche
| Dottrina                                   | Maggiori esponenti                                                            | Sommario |
| ------------------------------------------ | ----------------------------------------------------------------------------- | --- |
| Monarchianismo                             | Teodoto di Bisanzio, Paolo di Samosata                                        | Gesù divenne Cristo dopo il battesimo, fu adottato dal Padre dopo la morte                                                                                          |
| Sabellianismo, Modalismo, Patripassianismo | Sabellius, Prassea                                                            | Dio si rivela in tre modi diversi |
| Arianesimo                                 | Ario, Eusebio di Nicomedia, Eudosso, Eunomio                                  | Cristo è stato creato da Dio all'inizio del tempo e, pertanto, partecipa della natura del Padre in modo inferiore e derivato.                                       |
| Semiarianesimo, Eusebianesimo              | Eusebio di Nicomedia, Basilio di Ancira, Giorgio di Laodicea                  | Cristo è subordinato al Padre, ma la sua sostanza (Ousia) è simile a quella del Padre                                                                               |
| Pneumatomachia o Macedonianesimo           | Macedonio I                                                                   | Lo Spirito Santo è un essere creato |
| Apollinarismo                              | Apollinare di Laodicea                                                        | Lo spirito di Cristo non è umano, ma è stato sostituito dal Logos                                                                                                   |
| Nestorianesimo                             | Nestorio                                                                      | Il Logos ha abitato nella persona di Gesù, rendendo Cristo un uomo che porta Dio, piuttosto che un Dio-Uomo                                                         |
| Docetismo                                  | Basilide                                                                      | In Cristo non può convivere contemporaneamente una natura umana e divina, quindi non poteva avere un corpo umano reale, ma soltanto un corpo etereo (o apparente)   |
| Eutichianesimo                             | Eutiche                                                                       | La natura umana di Cristo è stata assorbita dal Logos |
| Monofisismo                                | Cirillo di Alessandria, Dioscoro I di Alessandria                             | Cristo ha una sola natura, quella divina, che "assorbe" e include quella umana                                                                                      |
| Miafisismo                                 | Severo di Antiochia, Timoteo Eluro                                            | Cristo ha una sola natura, nella quale sono fuse inseparatamente l'umanità e la divinità                                                                            |
| Aftartodocetismo                           | Giuliano di Alicarnasso                                                       | Cristo ha una natura, incorruttibile, che non è allo stesso tempo completamente divina e completamente umana                                                        |
| Monotelismo                                | Teodoro di Faran, Sergio I di Costantinopoli, Ciro di Alessandria (patriarca) | Cristo ha due nature, umana e divina, ma il suo agire dipende da un'unica volontà, divina                                                                           |
| Monoenergismo                              | Ciro di Alessandria (patriarca), Sergio I di Costantinopoli                   | Cristo ha due nature, ma una sola forma con cui agisce, tramite l'energia divina                                                                                    |
| Diofisismo                                 | scuola di Antiochia                                                           | Cristo ha due nature fuse in unione ipostatica e anche due volontà, quella umana e quella divina, realmente distinte e non confuse, così come lo sono le due nature |

Le sopraelencate dottrine cristologiche non sono tutte mutualmente esclusive, ad esempio Dioscoro I di Alessandria fu strenuo difensore di  Eutiche, spesso i sostenitori del eutichianesimo e miafisismo vengono genericamente definiti monofisiti, il monoenergismo un compromesso del monotelismo, mentre Giuliano di Alicarnasso era anche monofisita e ideò l'aftartodocetismo come risposta al docetismo.

## Sette e movimenti

### Abeliani
Setta sviluppatasi nell'Africa settentrionale nel IV secolo, ma già estinta da tempo all'epoca di Agostino. 
I suoi membri erano sostenitori dell'assoluta continenza sessuale. Derivavano il loro nome da Abele che, a loro avviso, e secondo ciò che ne narrano delle tradizioni rabbiniche, era stato sposato con la gemella di suo fratello Caino, senza tuttavia mai avere avuto rapporti sessuali con lei.

### Adelofagi
Setta fiorita nel IV secolo. I suoi adepti mangiavano in solitudine e non credevano nella divinità dello Spirito santo.

### Adozionismo
Questa dottrina cristologica accentua l'umanità di Cristo, vedendo in lui soltanto uno strumento storico contingente, subordinato alla potenza del Padre. Questa concezione è assai simile al Subordinazionismo, per la quale il Figlio è strettamente subordinato al Padre.

### Apollinarismo
Questa dottrina nacque per opera del vescovo Apollinare di Laodicea (310-390 d. C.), un teologo che si era distinto nella lotta contro l'Arianesimo. Per cercare di salvaguardare la divinità della persona di Cristo, negata dall'Arianesimo, Apollinare sosteneva la formula dell'unica natura (μία φύσις) di Gesù, secondo la quale il Verbo Divino si sarebbe unito in Gesù Cristo ad un'umanità incompleta, cioè ad un'umanità dotata dell'anima vegetativa ed animale ma priva dell'anima razionale: il Verbo Divino avrebbe sostituito in Gesù Cristo quest'anima razionale assente.
A seguito della condanna dal Concilio di Costantinopoli del 381 e del successivo esilio del suo fondatore (388), i seguaci furono dispersi.

### Arianesimo
L'Arianesimo è il movimento teologico più rilevante del IV secolo: secondo Ario, sacerdote di Alessandria d'Egitto (256-336), la figura del Padre deve collocarsi in posizione preminente all'interno della Trinità, subordinando così il Figlio al Padre e riducendo la figura di Gesù alla dimensione umana, soltanto in rapporto di somiglianza con quella divina. Ario considera veramente trascendente e "increato" soltanto il Padre, che sarebbe l'unico e vero Dio: quindi Gesù non può essere considerato realmente Dio, anche se - in quanto suo figlio - partecipa alla grazia divina; secondo Ario anche il Verbo (o "Logos") non è vero Dio.
Agostino d'Ippona combatté aspramente questa dottrina, condannandola e confutandola in alcune sue opere, tra le quali il "Contra sermonem Arianorum" ed il "Contra Maximinum haereticum episcopum Arianorum".

### Diofisismo
Il diofisismo è una dottrina che sostiene la coesistenza in Cristo delle due nature, l'umana e la divina, in base a quanto deciso nel IV concilio ecumenico di Calcedonia nel 451. Secondo la teoria diofisista l'umano e il divino sono uniti senza separazione o confusione e, anzi, con armonia e assenza di contraddittorietà nell'unicità della figura del figlio.

### Docetismo
Il docetismo è una dottrina cristologica, ovvero una concezione sulla vera natura del Cristo. Il suo nome deriva dal verbo greco dokéin, che significa apparire. Essa si riferisce alla convinzione che le sofferenze e l'umanità di Gesù Cristo fossero apparenti e non reali.

### Donatismo
Il Donatismo prende il nome da Donato di Case Nere (nel 315 vescovo di Cartagine). Questo movimento nasce e si sviluppa in Africa nel IV secolo e prende le mosse dalla critica nei confronti di quei vescovi che non avevano resistito alle persecuzioni di Diocleziano ed avevano consegnato ai magistrati romani i libri sacri. Secondo i donatisti i sacramenti amministrati da questi sacerdoti non sarebbero validi. Ciò porterebbe a considerare i Sacramenti non efficaci di per sé, ma dipendenti dalla dignità di chi li amministra.
Questa dottrina, combattuta aspramente dai Papi e da Sant'Agostino, assunse anche una dimensione rivoluzionaria con rivendicazioni sociali, come la cancellazione dei debiti, il terrorismo nei confronti dei padroni terrieri, ecc.
Nacque anche una Chiesa scismatica africana composta per lo più da fanatici che cercavano il martirio addirittura arrivando ad organizzare dei grandi suicidi in massa, buttandosi dai burroni o facendosi bruciare vivi sui roghi.
Nel 411, l'imperatore Onorio li dichiarò fuorilegge. Poi, le invasioni dell'Africa cristiana da parte dei Vandali (nel 429) prima e degli Arabi musulmani poi dopo sommersero questa Chiesa.
Le opere agostiniane di condanna e di confutazione del Donatismo sono numerose: "Contra Cresconium grammaticum Donatistam", "Contra Gaudentium Donatistarum episcopum", "De baptismo contra Donatistas", "Epistola ad Catholicos contra Donatistas", "Psalmus contra partem Donati", "Post collationem ad Donatistas".

### Manicheismo
Religione fondata in Persia dal predicatore Mani (216-276) nel tentativo di fondare una religione universale che fondesse caratteristiche dello Zoroastrismo con il Cristianesimo (probabilmente con influenze di seguaci di Marcione e Bardesane) e del Buddismo che egli aveva conosciuto durante un viaggio in India.
Dal punto di vista dottrinale il manicheismo può essere considerato una forma di gnosticismo dualistico, che contrappone su uno stesso piano il Male (le Tenebre, il Diavolo) e il Bene (la Luce, Dio): il dio venerato dalle religioni sarebbe in realtà un demonio, mentre il vero dio sarebbe un deus absconditus.
In campo etico il manicheismo prevede un ascetismo molto rigoroso sia dal punto di vista sessuale che alimentare, arrivando a proibire il matrimonio e l'uso di determinate bevande. 
La chiesa manichea è composta dai "perfetti" (gli asceti, che costituiscono la vera e propria Chiesa) e dagli "imperfetti" (uditori o catecumeni).
Questa dottrina ha suscitato grande interesse anche fra molti intellettuali, a partire da Agostino d'Ippona, che però in seguito ne divenne acerrimo nemico, scrivendo ben dieci opere contro tale dottrina, tra le quali Contra Faustum Manichaeum, Contra Secundinum Manichaeum, De duabus animabus contra Manichaeos, De Genesi contra Manicheos e De natura boni contra Manichaeos: uniche fonti sulla religione di Mani fino a metà XIX secolo.
Subito osteggiata dagli imperatori romani e persiani ebbe breve diffusione in Occidente, ma sopravvisse per secoli in Asia centrale e Cina.
In seguito il termine Manicheismo fu utilizzato per indicare posizioni cristiane dualiste (collegabili a quelle di Marcione) diffuse nell'alto e basso medioevo (vedi Manichei medievali) le cui più note sono i Pauliciani, i Bogomili ed i Catari.

### Marcionismo
Marcione (85-160), vescovo nato a Sinope sul Mar Nero, fu il fondatore di questa dottrina; alcuni Padri della Chiesa (Epifanio di Salamina ad esempio) indicano in Cerinto un suo maestro.
La Chiesa marcionita era probabilmente ben organizzata con un clero ("i perfetti") accuratamente preparati e che conducevano una vita contemporaneamente attiva e duramente ascetica, tanto che sopravvisse per secoli e probabilmente continuò in vari movimenti tardi, come Bogomili e Catari (vedi Manichei medievali).
La sua dottrina si basava sulla contrapposizione, di cui parla anche l'apostolo Paolo nei suoi insegnamenti, fra Antico Testamento e Nuovo Testamento: al "dio giusto" della Bibbia ed in particolare della Genesi (o Torà) si contrappone il "dio buono" (il "dio sconosciuto") che ha inviato suo figlio Gesù per la salvezza di tutti.
Marcione dà alla sua Chiesa una impostazione evangelica (valgono solo i testi sacri e non la tradizione) e lontana dalla tradizione giudaica.

### Modalismo
Dottrina del II-III secolo secondo la quale le tre persone divine sarebbero soltanto tre aspetti dell'unica divinità. È una forma del cosiddetto monarchismo, una corrente che mirava a conservare intatta ed illimitata la "monarchia" del Padre (ovvero la sua assoluta unicità), interpretando perciò la persona di Gesù Cristo come un essere umano che ospitava in sé la forza divina.

### Monofisismo
Secondo questa dottrina, sostenuta nel V secolo da Eutiche, capo di un grande convento di Costantinopoli, Gesù possedeva una sola natura (mónos + physis), "ibrida", frutto dell'assorbimento in quella divina, di quella umana, che, quindi, era solo apparente.
Questa dottrina fu condannata dal IV Concilio ecumenico di Calcedonia (451), ma una versione da essa derivata, detta "Miafisismo", è tuttora seguita dalla Chiesa apostolica armena, dalla Chiesa copta ortodossa nonché dalla Chiesa ortodossa siriaca.

### Monotelismo (o monoteletismo)
Questa dottrina del VII secolo affermava l'esistenza in Gesù di una sola volontà (mónos + thélein): la volontà umana, fisica, di Gesù sarebbe stata determinata nel suo agire terreno dalla volontà divina. Il monotelismo in qualche misura può essere considerato una ripresa attenuata del monofisismo, con però l'accento spostato dall'unità della natura all'unità della volontà: i monoteliti ritenevano infatti che la natura umana fosse subordinata a quella divina, pur conservando la distinzione fra le due nature.
Il monotelismo, formulato per la prima volta da Severo di Antiochia agli inizi del V secolo, fu rielaborato nel VII secolo dal patriarca di Costantinopoli Sergio, al fine di ricomporre l'unità fra l'ortodossia ed il monofisismo, facendo nascere un acceso ed intricato dibattito.
Il III Concilio di Costantinopoli (680-681) risolse la questione, affermando l'esistenza in Cristo di due distinte volontà, ciascuna secondo la sua diversa natura, ma sempre concordi, perché trovano la loro unità nella persona di Gesù Cristo.

### Montanismo
Il Montanismo nasce in Frigia grazie a Montano, ex sacerdote della dea Cibele, nella seconda metà del II secolo d.C. Le caratteristiche principali di questo movimento furono:
1. grande importanza attribuita al profetismo;
2. attesa imminente della parusia (ovvero il ritorno definitivo di Cristo sulla Terra);
3. ascesi e rigorismo (soprattutto in materia sessuale).

A causa di queste diversità si accentuò il contrasto tra la Chiesa cristiana ufficiale e la Chiesa montanista carismatica, nella quale avevano un ruolo importante sia i profeti che le donne.

### Nestorianesimo
Il monaco Nestorio, patriarca di Costantinopoli tra il 428 ed il 431 e ideatore di questa concezione, sosteneva le seguenti posizioni dottrinali:
1. Cristo è formato da due nature perfettamente distinte, due persone congiunte l'una con l'altra tramite un'unione puramente morale;
2. Maria può essere chiamata soltanto "madre di Cristo" e non "madre di Dio";
3. non è possibile che il Verbo divino possa essersi effettivamente incarnato e possa essere morto sulla Croce.

La dottrina nestoriana, detta anche "duofisismo (dal greco antico δύο, dyo, 'due', e φύσις, physis, 'natura') estremo", fu combattuta duramente da San Cirillo di Alessandria e venne condannata dal Concilio di Efeso del 431. I nestoriani si rifugiarono in Persia, fondando la Chiesa nestoriana, e svolsero una grande attività missionaria in India ed in Cina finché su di loro non si abbatterono le persecuzioni dei principi mongoli musulmani, che ridussero i nestoriani a poche migliaia di fedeli.

### Novazianismo
Questo movimento, che determinò anche una scissione ecclesiastica, prende il nome dal presbitero romano Novaziano (220-258) che, dopo un'iniziale posizione moderata sulla controversa questione dei "lapsi", si fece sostenitore di una linea molto rigorosa e intransigente, mettendosi in netto contrasto con la posizione "ufficiale" della Chiesa: per questo fu scomunicato da un concilio romano nel 251.
Secondo Novaziano la Chiesa deve essere costituita da un piccolo gruppo di spirituali, inevitabilmente in conflitto con la città terrena (in sostanza una Chiesa di profeti e di martiri), mentre per i vescovi la Chiesa è un popolo che deve riunire tutti i fedeli, con i loro diversi livelli di spiritualità.
Novaziano ed i suoi seguaci predicavano il rigorismo dottrinale e la necessità di un rinnovamento spirituale all'interno della Chiesa.

### Pelagianesimo
Il Pelagianesimo è un movimento cristiano diffuso dopo il 410 dal monaco bretone Pelagio (354 ca.- 427 ca.) in Africa ed in Palestina: si tratta di una dottrina ascetica molto rigorosa, che ha come fondamento il “perfezionismo”, ovvero una sorta di concezione eroica dell'uomo, che considera l'uomo sostanzialmente libero dagli effetti del peccato originale e perciò capace di operare la salvezza con le sue sole forze.
Secondo Pelagio la stessa Grazia divina non sarebbe altro che il libero arbitrio e la redenzione di Cristo un semplice appello a fare il bene.
Agostino fu il più grande avversatore di questo movimento, e scrisse diverse opere interamente dedicate alla confutazione delle teorie di Pelagio ("De natura et Gratia contra Pelagium", "Contra duas epistolas Pelagianorum", "Contra Iulianum haeresis Pelagianae", "De gestis Pelagii", "De Gratia Christi et de peccato originale contra Pelagium").

### Priscillianesimo
Questo movimento prende il nome dal vescovo spagnolo Priscilliano, nato ad Avila intorno al 345 e giustiziato con sei seguaci a Treviri nel 385 su ordine dell'usurpatore Magno Massimo, dopo essere stato denunciato da alcuni vescovi spagnoli.
Il Priscillianesimo, che si diffuse in Spagna, Provenza e Aquitania, probabilmente sopravvisse fino al VI secolo, specialmente in Galizia.
Priscilliano è la figura più rilevante di una comunità comprendente altri vescovi ed influenzata da maestri gnostici provenienti da Alessandria d'Egitto. Gli aspetti principali della sua dottrina comprendono:
1. ascetismo
2. dualismo gnostico
3. modalismo in campo trinitario (ovvero le tre persone divine sono considerate solo aspetti provvisori dell'unica divinità);
4. docetismo nella cristologia (ovvero negazione della carnalità di Gesù)
5. rivendicazionismo sociale
6. inserimento di temi astrologici nelle teorie manichee (i segni dello zodiaco sono visti come angeli ribelli contrapposti ai dodici patriarchi).

Priscilliano, già condannato all'esilio, si rivolse a Magno Massimo, che però lo condannò a morte per magia, una motivazione che consentiva la confisca dei beni dei priscilliani.